# Jean-François de Toulouse-Lautrec
Jean-François de Toulouse-Lautrec, parfois abrégé François de Lautrec (1497 - 1569), est vicomte de Lautrec, de 1541 à sa mort. Il est aussi baron de Montfa, seigneur de Labruguière et Peyreficade.

## Biographie
Jean-François de Toulouse-Lautrec est le fils aîné du vicomte Antoine II de Toulouse-Lautrec (vers 1442 - 1541) et de Séguine de Bar. Membre de la famille de Toulouse-Lautrec, il est l'ancêtre du peintre Henri de Toulouse-Lautrec. À la mort de son père en 1541, il hérite d'une part de la vicomté de Lautrec, mais partage le domaine avec de nombreux autres vicomtes dont la plupart sont ses cousins éloignés. Il est confirmé dans cet héritage le 13 septembre 1558 puis le 30 juin 1559. Le 10 août 1541 déjà, le comte de Laval, Guy XVII, avait confirmé les droits de basse, moyenne et haute justice sur la vicomté pour Jean-François, devant le sénéchal de Carcassonne, Guy de Clermont-Lodève.
Son frère cadet, Pierre, hérite tout d'abord de la terre de Montfa, mais il meurt à la défense de Metz en 1552, et c'est dont Jean-François qui récupère la baronnie et le château de Montfa.
Militaire au service du roi de France, il sert dans la cavalerie, en tant que chevau-léger, et il commande une compagnie. Il est aussi gentilhomme ordinaire de la Chambre,.
Il réalise son testament le 26 septembre 1565, en présence de son cousin, Antoine de Lautrec-St.Germier.

## Mariage et postérité
Jean-François de Toulouse-Lautrec épouse Catherine de Salles, fille du seigneur d'Agriffoul, le 22 novembre 1547, et de cette union naissent :
- Pons de Toulouse-Lautrec (1549 - 1569), qui malgré son statut de fils aîné n'est jamais vicomte car il meurt avant son père. Son fils, Jean Ier de Toulouse-Lautrec (1569 - 1611), sera tout de même vicomte. Néanmoins, il meurt sans descendance, et son oncle, Pierre VII, hérite de tout.
- Pierre VII de Toulouse-Lautrec (1551 - ?), vicomte à sa suite.